# Франц Оппенгеймер
Франц О́ппенгеймер (нім. Franz Oppenheimer; 30 березня 1864, Берлін, Німеччина— 30 вересня 1943, Лос-Анджелес, США) — німецький економіст і соціолог, який публікував соціально-економічні праці з соціології держави й з теорії походження держави.
Найбільш відомою працею Франца Оппенгеймера є «Держава» (нім. Der Staat), вперше опублікована у Німеччині у 1908 році.

## Біографія
Виходець із сім'ї рабинів, лікар за освітою. 1881-1885 - Вивчав медицину у Фрайбурзі і в Берліні. Здобув медичну освіту в університетах Фрайбурга і Берліна (закінчив в 1885 р), десять років займався лікарською практикою, потім залишив її для занять соціологією і економікою (ступінь доктора в університеті Кіля в 1909 р).
1886-1895 - Практичний лікар в Берліні і одночасно з 1890 займався соціально-політичними проблемами і наукової соціо-економікою. Згодом займався журналістською діяльністю в якості головного редактора тижневика "Welt am Montag" ("Світ у понеділок").
1895-1909 - Навчався соціології та економіці, отримав ступінь доктора в університеті Кіля в 1909 р
На сіоністському конгресі 1903 року відразу запропонував комплексну програму економічного відновлення того, що повинно було стати державою Ізраїль. [5] Розробив проект сільськогосподарської кооперативної єврейської колонізації Палестини, прийнятий 9-м сіоністському конгресі в Гамбурзі (1909).
У 1909-17 рр. Оппенгеймер - приват-доцент Берлінського університету, 1917 - Титульний Професор Франкфуртського університету; в 1919-1929 - професор соціології та теоретичної економіки у Франкфурті-на-Майні в Університеті ім. І. В. Гете і завідувач кафедрою соціології та теоретичної економіки (перша посаду професора соціології в Німеччині і перша кафедра соціології в Німеччині).
Кооперативна ферма, названа «кооператив в Мерхавіі», була заснована в 1911 році єврейськими іммігрантами в Палестині, використавши план сільськогосподарського співробітництва, розроблений Францем Оппенгеймером. [6] Проект в кінцевому підсумку зазнав невдачі, і Мерхавія була перетворена в 1922 році в мошав, в іншій формі общинного врегулювання.
У 1933 р, після приходу нацистів до влади в Німеччині, Оппенгеймер емігрував, читав лекції в університетах Франції і Ерец-Ісраель.
З 1934 по 1935 рік Оппенгеймер викладав в Палестині. У 1936 році він був призначений почесним членом Американської соціологічної асоціації. У 1938 році, рятуючись від нацистських переслідувань, він емігрував через Токіо і Шанхай в Лос-Анджелес. У 1941 році Франц Оппенгеймер став одним із засновників Американського журналу економіки і соціології.
1936 - Почесний член Американського Товариства Соціології. 1938 - Викладач в Університеті Кобе, Японія, згодом емігрував до Лос-Анджелесу. З 1938 р жив в США. 1942 - Засновник, видавець "Американського Журналу Економіки і Соціології" при Американському Товаристві Соціології.
Оппенгеймера визначають як прихильника соціального лібералізму (або як «ліберального соціаліста») і ідеї «соціального ринкового господарства». Його ідеї вплинули на ідеологію і практику кібуців.
Сином Франца Оппенгеймера був Гиллель Оппенгеймер (1899-1971), професор ботаніки Єврейського університету в Єрусалимі, який отримав премію Ізраїлю.